# Ильичёва, Марина Александровна
Мари́на Алекса́ндровна Ильичёва (Чередниченко) (17 октября 1939, Пятигорск) — советская артистка балета, балетовед, историк балета. Кандидат искусствоведения (2001).

## Биография
В 1958 году окончила Ленинградское хореографическое училище по классу Лидии Тюнтиной. В 1958—1979 году — артистка балета Ленинградского театра оперы и балета имени С. М. Кирова.
В 1971 году окончила театроведческий факультет Ленинградского государственного института театра, музыки и кинематографии. Автор сценариев к телевизионным фильмам «Души моей царицы» (1981), «Сильфида» (1984), «Агриппина Ваганова» (1986).
С 1987 года — преподаватель истории балета, с 1993 — заведующая кафедрой истории и теории хореографии Санкт-Петербургской академии русского балета, одновременно — заведующая рекламно-издательским отделом Мариинского театра.

## Сочинения

### Книги
- Ильичёва M. Ирина Колпакова. — Л.: Искусство, 1979. — 260 с. — (Солисты балета). — 25 000 экз.
- Ильичёва M. Аскольд Макаров. — Л.: Искусство, 1984. — 194 с. — (Солисты балета). — 25 000 экз.
- Ильичёва M. Ирина Колпакова. — 2-е. — Л.: Искусство, 1986. — 240 с. — (Солисты балета). — 25 000 экз.
- Iljitschowa M. Oleg Vinogradov. — Hamburg, 1994.
- Ильичёва M. "Тщетная предосторожность" в Петербурге. — СПб.: Академия Русского балета им. А.Я.Вагановой, 2001. — 288 с. — 1200 экз. — ISBN 5-93010-016-0.

### Избранные статьи
- Ильичёва M. Дебют Игоря Чернышёва // Театр : журнал. — М., 1968. — № 12.
- Ильичёва M. Своя интонация // Театр : журнал. — М., 1971. — № 2.
- Ильичёва M. Ирина Колпакова // Музыка и хореография современного балета. — М.: Музыка, 1977. — Т. 2-й. — 240 с. — 1075 экз.
- Ильичёва M. Ирина Колпакова // Музыкальная жизнь : журнал. — М., 1980. — № 23.
- Ильичёва M. Гармония движений рождает танец // Советский балет : журнал. — М., 1982. — № 1.
- Ильичёва M. Встреча с Бурнонвилем // Советский балет : журнал. — М., 1982. — № 5.
- Ильичёва M. Ольга Ченчикова // Театр : журнал. — М., 1983. — № 6.
- Ильичёва M. Сергей Бережной // Театр : журнал. — М., 1983. — № 6.
- Ильичёва M. Николай Боярчиков // Театральная жизнь : журнал. — М., 1988. — № 5.
- Ильичёва M. Из флигеля Зимней канавки — к зданию на ул. зодчего Росси, или Первое столетие жизни С.-Петербургской школы // Советский балет : журнал. — М., 1988. — № 3.
- Ильичёва M. Вечер хореографии Джорджа Баланчина // Музыкальная жизнь : журнал. — М., 1989. — № 16.
- Ильичёва M. Еще один эпизод в биографии «Тщетной предосторожности» // Советский балет : журнал. — М., 1989. — № 4.
- Ильичёва M. На грани бессмертия и «псевдо-жизни» // Советский балет : журнал. — М., 1990. — № 6.
- Ильичёва M. Назначено судьбой // Антракт : журнал. — СПб., 1990. — № 4.
- Ильичёва M. Возвращение «Петрушки» // Антракт : журнал. — СПб., 1990. — № 18.
- Ильичёва M. Спасти и сохранить // Арс : журнал. — СПб., 1993. — № 1.
- Ильичёва M. От традиций к тенденциям // Балет : журнал. — М., 2002. — № 6.
- Ильичёва M. "Величие мироздания" оказалось радостным и ясным // Культура : газета. — М., 2003. — № 22. Архивировано из оригинала 26 июля 2011 года.
- Ильичёва M. Однажды в Америке: опять только девушки // Культура : газета. — М., 2003. — № 23. Архивировано из оригинала 28 июля 2011 года.
- Ильичёва M. Пастухи, нимфы и зефиры // Культура : газета. — М., 2003. — № 25. Архивировано из оригинала 28 июля 2011 года.
- Ильичёва M. Самарские премьеры: [Балеты Щедрина "Дама с собачкой" и "Кармен-сюита" в Самарском театре оперы и балета] // Музыкальная жизнь : журнал. — М., 2003. — № 12.
- Ильичёва M. Майя Думченко. Из сонат Моцарта и Гайдна // Балет : журнал. — М., 2004. — № 2.
- Ильичёва M. Переломные шестидесятые // Петербургский балет. Рубеж тысячелетий. — СПб.: Издательство Российского института истории искусств, Министерство Культуры Российской Федерации, 2004. — С. 19—33. — 232 с. — 500 экз. — ISBN 5-86845-101-5.
- Ильичёва M. Сны под Рождество // Балет : журнал. — М., 2006. — № 2.
- Ильичёва M. Творчество хореографов // Ленинградский балет 1960 — 1970-х годов. — СПб.: Издательство Российского института истории искусств, 2008. — 224 с. — 500 экз. — ISBN 978-86845-128-7.